# جان آلن چاو
جان آلن چاو (به انگلیسی: John Allen Chau) (۱۸ دسامبر ۱۹۹۱–۱۷ نوامبر ۲۰۱۸) یک مبلغ مسیحیت انجیلی آمریکایی بود، که پس از سفر غیرقانونی به جزیره سنتینل شمالی در تلاش برای معرفی این قبیله به مسیحیت، توسط سنتینل‌ها، کشته شد.
جان آلن چاو در سال ۱۹۹۱ در آلاباما به دنیا آمد و در ونکوور، واشینگتن بزرگ شد. او به کاشفان و مبلغان مسیحی علاقه داشت و در دانشگاه اورال رابرتز در رشته علوم ورزشی تحصیل کرد. قبل از سال ۲۰۱۸، چاو در سفرهای تبلیغی به مکزیک، آفریقای جنوبی و کردستان عراق شرکت کرده بود. او اولین بار در سال‌های ۲۰۱۵ و ۲۰۱۶ به عنوان بخشی از سفرهای تبلیغی خود به جزایر آندامان سفر کرد.
در سال ۲۰۱۷، چاو در یک دوره آموزشی تبلیغی شرکت کرد که شامل شبیه‌سازی تماس با بومیان متخاصم بود. در همان سال، او علاقه خود را برای تغییر دین سنتینلی‌ها، ساکنان جزیره سنتینل شمالی، ابراز کرد.
در اکتبر ۲۰۱۸، چاو به پورت بلر، پایتخت جزایر آندامان و نیکوبار سفر کرد و برای برقراری ارتباط با سنتینلی‌ها، هدایا، تجهیزات پزشکی و سایر ملزومات را آماده کرد. اگرچه در آن زمان محدودیت‌های سفر به برخی جزایر کاهش یافته بود، اما بازدید از جزیره سنتینل شمالی بدون اجازه دولت هند همچنان غیرقانونی بود.
در نوامبر ۲۰۱۸، چاو به جزیره سنتینل شمالی رفت که آن را «آخرین سنگر شیطان روی زمین» می‌دانست. او برای این سفر واکسنینه شد، قرنطینه را گذراند و آموزش‌های پزشکی و زبان‌شناسی را دید. چاو به دو ماهی‌گیر پول پرداخت تا او را به نزدیکی جزیره ببرند، اما این ماهیگیران بعداً دستگیر شدند.
چاو تمایل شدیدی به تغییر دین قبیله سنتینلی داشت و از خطرات قانونی و جانی این کار آگاه بود. او در دفتر خاطرات خود نوشت: "خداوندا، آیا این جزیره آخرین سنگر شیطان است، جایی که هیچ کس نام تو را نشنیده یا حتی فرصت شنیدن آن را نداشته است؟"
در ۱۵ نوامبر، چاو اولین تلاش خود را برای نزدیک شدن به جزیره با یک قایق ماهیگیری انجام داد که او را تا فاصله ۵۰۰–۷۰۰ متری ساحل برد. ماهیگیران به او هشدار دادند که جلوتر نرود، اما چاو با یک کتاب مقدس ضدآب با قایق پارویی به سمت ساحل رفت. او سعی کرد با ساکنان جزیره ارتباط برقرار کند و به آنها هدیه بدهد، اما پس از مواجهه با واکنش‌های خصمانه عقب‌نشینی کرد.
در بازدید دیگری، چاو ثبت کرد که واکنش جزیره‌نشینان به او ترکیبی از سرگرمی، سردرگمی و خصومت بود. او سعی کرد برای آنها آهنگ‌های مذهبی بخواند و به زبان خوسایی (زبانی که در آفریقای جنوبی صحبت می‌شود) با آنها صحبت کند، که پس از آن اغلب ساکت می‌شدند. تلاش‌های دیگر برای برقراری ارتباط مانند تکرار کلمات افراد قبیله به خنده آنها ختم می‌شد و چاو را به این فکر می‌انداخت که آنها به او ناسزا می‌گویند.
در آخرین بازدید خود، در ۱۷ نوامبر، چاو به ماهیگیران دستور داد که او را رها کنند. ماهیگیران بعداً دیدند که جزیره‌نشینان جسد چاو را می‌کشند و روز بعد دیدند که جسد او در ساحل دفن شده است.

## اقتباس‌ها
- فیلم سینمایی آخرین روزهای جان آلن چاو بر اساس زندگی این فرد ساخته شده است.
- فیلم مستند مأموریت به برسی مرگ چاو می‌پردازد.[۴][۵]